# روژه بلن
روژه بلن (فرانسوی: Roger Blin‎؛ ۲۲ مارس ۱۹۰۷ – ۲۱ ژانویهٔ ۱۹۸۴) هنرپیشه، و کارگردان اهل فرانسه بود.
از فیلم‌هایی که وی در آن نقش داشته است می‌توان به ولپن، کلاغ، گوژپشت نتردام، ناپلئون، اورفئوس، جوان خام، راسپوتین، زندگی از آن ماست و آخرین داوری اشاره کرد.